# 肯鼠鯊
肯鼠鯊是早期的耳齒鯊科鯊魚，生存年代約為白堊紀中後期的森諾曼階。化石發現於西澳洲的默奇森河流域。已知（牙齒）化石共73顆，牙齒長2.4至2.8公分，最初曾被歸類為體型較大的白堊鼠鯊屬（Cretalamna），但由於牙齒外形與構造有別於白堊鼠鯊屬的物種，後來又被立為新屬種。
肯鼠鯊的屬名來自澳洲古生物學家 Kenneth McNamara，種名則得名自澳洲地質學家 Mark Gunson。